# 生い立ち
| ウィキペディアには「生い立ち」という見出しの百科事典記事はありません（タイトルに「生い立ち」を含むページの一覧/「生い立ち」で始まるページの一覧）。 代わりにウィクショナリーのページ「生い立ち」が役に立つかもしれません。 |